# Caririaçu (kommun)
Caririaçu är en kommun i Brasilien.   Den ligger i delstaten Ceará, i den östra delen av landet, 1 400 km nordost om huvudstaden Brasília. Antalet invånare är 26 387.
Följande samhällen finns i Caririaçu:
- Caririaçu

Omgivningarna runt Caririaçu är huvudsakligen savann. Runt Caririaçu är det ganska tätbefolkat, med 72 invånare per kvadratkilometer.